# NGC 1693
NGC 1693 ist die Bezeichnung eines offenen Sternhaufens im Sternbild Dorado. Das Objekt wurde am 3. November 1834 von John Herschel entdeckt.